# Só Depois do Carnaval
Só Depois do Carnaval é o terceiro extended play (EP) da cantora e compositora brasileira Lexa. Foi lançado em 31 de janeiro de 2019 através da Som Livre. O material é o compilado dos três singles lançados pela artista desde agosto de 2018 até janeiro de 2019, sendo anunciado pela mesma em suas mídias sociais no dia 29 de janeiro de 2019, e conta com as participações de Gloria Groove e MC Lan.

## Antecedentes
No início de 2016, Lexa anunciou por meio de um comunicado enviado à imprensa que estava se desligando da K2L Empresariamento Artístico, escritório que a lançou no mercado musical. Ela disse que seguiria seu caminho “com uma equipe própria, formada por pessoas que confia e respeita”. “Por questões legais, não poderei dar maiores detalhes sobre o acontecido. Minha maior paixão será sempre a música. Deus está no controle de tudo. Obrigada a todos pela compreensão e carinho”, escreveu a artista. Após um acordo milionário, a batalha judicial entre Lexa e a produtora K2L foi encerrada. Em julho de 2016, Lexa lançou a canção "Se Eu Mandar". No dia 29 de novembro, a cantora lançou "Já É", cujo videoclipe foi divulgado no mesmo dia.
Em fevereiro de 2017, Lexa retomou a parceria profissional com o escritório K2L Empresariamento Artístico, que voltou a administrar sua carreira. Em abril de 2017, ela lançou o single "Vem Que Eu Tô Querendo". Em junho, ela foi anunciada como um dos competidores da segunda temporada do reality show Dancing Brasil, da RecordTV. Ela e seu parceiro, o bailarino profissional Lucas Teodoro, chegaram à final e terminaram a competição no terceiro lugar. No dia 25 de agosto de 2017, foi lançado o single "Movimento", composição de Lexa em parceria com Batutinha. A canção ganhou um remix com participação de Tati Zaqui, lançado em outubro. Nesse mesmo mês, Lexa apareceu ao lado de MC Guimê no seriado Vai que Cola, do canal Multishow, durante o episódio "Terapia de Casal". Em março de 2018, ela lançou a canção "Foco Certo" em parceria com o cantor e rapper Rashid.

## Singles
- "Sapequinha" foi lançada como primeiro single do projeto em 3 de agosto de 2018[18] e traz a participação do cantor de funk paulista MC Lan.[19][20][21] Na mesma data de lançamento da música, um vídeo com a coreografia da mesma foi lançado. O vídeo foi gravado em cenas externas e mostra Lexa com diversos figurinos.[22] Em 13 de setembro de 2018, o videoclipe oficial foi lançado em seu canal no YouTube.[23] As gravações aconteceram no início de setembro em quatro locações no estado do Rio de Janeiro: uma ilha em Angra dos Reis, Centro da cidade, uma boate no bairro de Copacabana e em um stand de tiros.[24] Oitenta profissionais estiveram envolvidos na produção que contou com 50 bailarinos e cinco “looks” diferentes. A produção é assinada pela empresa RA3, do ator e diretor Rafael Almeida, em parceria com a Ferrattry Produções e a Ideal Entretenimento.
- "Provocar" foi lançada como segundo single do projeto em 22 de novembro de 2018[25] e traz a participação do cantor e drag queen Gloria Groove.[26][27] Em 22 de novembro de 2018, o videoclipe oficial foi lançado em seu canal no YouTube.[28][29] Dirigido por Felipe Sassi, o clipe foi filmado em 31 de Outubro em um bairro no Morumbi, em São Paulo, e contou com 100 profissionais na equipe.[30][31] Com looks assinados por Daniel Lima, o clipe tem um clima de Oriente Médio, com conceito, luxo, coreografia e muita sensualidade. Os cenários e figurinos foram inspirados no filme norte-americano de 1942 "As Mil e Uma Noites". "É uma música para levantar a autoestima e para quem gosta de dançar. Espero que meus fãs curtam, estamos com uma grande expectativa. E eu admiro o trabalho da Gloria, já conhecia antes mesmo dela estourar com ‘Bumbum de Ouro’. É uma honra tê-la comigo neste lançamento”, disse Lexa em comunicado divulgado para a imprensa.
- "Só Depois do Carnaval", faixa título do EP, foi lançada como terceiro e último single do projeto em 31 de janeiro de 2019, mesma data de lançamento do projeto.[2][32][33][34][35] Em 31 de janeiro de 2019, o videoclipe oficial foi lançado em seu canal no YouTube.[36][37] "A música é totalmente voltada para a energia do Carnaval. É um funk 150 bpm muito divertido, que fala sobre as coisas que acontecem nessa época do ano. Essa gravação é um sonho que eu estou realizando, porque eu sempre quis colocar o meu Carnaval em um clipe. E nesse vamos ter vários tipos de festa, como o baile funk de rua e o Carnaval de avenida. As pessoas vão amar o que vão assistir, tenho certeza. Vai ser o verdadeiro baile de Carnaval da Lexa", disse a cantora.[38][39] Dirigido por Os Primos e gravado no Jardim Ibirapuera, em São Paulo, Lexa preparou um grande baile de rua, baile funk e carnaval de avenida.

## Turnê
Turnê Só Depois do Carnaval foi a terceira turnê da cantora pop brasileira Lexa, em apoio ao seu terceiro extended play (EP), Só Depois do Carnaval (2019). A turnê teve início em 13 de abril de 2019, em Volta Redonda, Brasil. O segundo show turnê teve a aparição especial do cantor e drag queen brasileiro Gloria Groove.  Posteriormente, outras datas foram confirmadas em outros países, como Estados Unidos, Inglaterra e Portugal. No entanto, em consequência da Pandemia de COVID-19, o restante da turnê foi cancelado, devido à incerteza contínua sobre a pandemia.

### Repertório
Este repertório é representativo do show que aconteceu no dia 21 de junho de 2019 em Brasília, Distrito Federal. Ele não representa todos os shows da turnê.
1. "Provocar"
2. "Para de Marra"
3. "Agora É Tudo Meu" / "Parado No Bailão"
4. "Movimento"
5. "Fogo Na Saia"
6. "Pior que Sinto Falta"
7. "Amor Bandido"
8. "Posso Ser"
9. "Amar, Amei"
10. "Vai Malandra"
11. "Sua Cara"
12. "Ginga"
13. "Problema Seu"
14. "Favela Chegou"
15. "Sapequinha"
16. Medley Funk
17. "Só Depois do Carnaval"
18. "Milla"
19. "Superfantástico"
20. "Arerê"
21. "Beijar na Boca"
22. "Na Frente do Paredão"

### Datas
| Data                                          | Cidade                | Estado            | País           | Local                                      |
| América do Sul                                | América do Sul        | América do Sul    | América do Sul | América do Sul                             |
| --------------------------------------------- | --------------------- | ----------------- | -------------- | ------------------------------------------ |
| 13 de abril de 2019                           | Volta Redonda         | Rio de Janeiro    | Brasil         | Auê House                                  |
| 13 de abril de 2019                           | Rio de Janeiro        | Rio de Janeiro    | Brasil         | Estádio Nilton Santos                      |
| 16 de abril de 2019                           | São Paulo             | São Paulo         | Brasil         | Royal Club                                 |
| 18 de abril de 2019                           | Resende               | Rio de Janeiro    | Brasil         | Celeiro Resende                            |
| 18 de abril de 2019                           | Barra Mansa           | Rio de Janeiro    | Brasil         | Boate Área Restrita                        |
| 19 de abril de 2019                           | São Paulo             | São Paulo         | Brasil         | Lions Club                                 |
| 20 de abril de 2019                           | Rio de Janeiro        | Rio de Janeiro    | Brasil         | Kadima Club                                |
| 26 de abril de 2019                           | Rio de Janeiro        | Rio de Janeiro    | Brasil         | All In                                     |
| 30 de abril de 2019                           | Itaboraí              | Rio de Janeiro    | Brasil         | Ita Music                                  |
| 3 de maio de 2019                             | Curitiba              | Paraná            | Brasil         | Bwayne                                     |
| 4 de maio de 2019                             | Vitória               | Espírito Santo    | Brasil         | Fluente                                    |
| 7 de maio de 2019                             | São José dos Campos   | São Paulo         | Brasil         | Pátio Eventos                              |
| Europa                                        |                       |                   |                |                                            |
| 10 de maio de 2019                            | Dublin                | Leinster          | Irlanda        | Button Factory                             |
| 11 de maio de 2019                            | Zurique               | Zurique           | Suíça          | Brasil-Grill                               |
| 15 de maio de 2019                            | Londres               | Grande Londres    | Inglaterra     | Proud Embankment                           |
| 17 de maio de 2019                            | Porto                 | Porto             | Portugal       | Café Lusitano                              |
| 18 de maio de 2019                            | Lisboa                | Lisboa            | Portugal       | Indústria Lisboa                           |
| América do Norte                              |                       |                   |                |                                            |
| 24 de maio de 2019                            | Dallas                | Texas             | Estados Unidos | Legacy VNYL                                |
| 26 de maio de 2019                            | Newark                | New Jersey        | Estados Unidos | Arena Delícia de Minas                     |
| América do Sul                                |                       |                   |                |                                            |
| 31 de maio de 2019                            | Campinas              | São Paulo         | Brasil         | Caos                                       |
| 1 de junho de 2019                            | Fortaleza             | Ceará             | Brasil         | Complexo Armazém                           |
| 7 de junho de 2019                            | São Paulo             | São Paulo         | Brasil         | Fabriketa                                  |
| 8 de junho de 2019                            | Salvador              | Bahia             | Brasil         | San Sebastian                              |
| 15 de junho de 2019                           | Pelotas               | Rio Grande do Sul | Brasil         | Associação Rural de Pelotas                |
| 19 de junho de 2019                           | São Luís              | Maranhão          | Brasil         | Centro de Convenções do Multicenter Sebrae |
| 20 de junho de 2019                           | São Paulo             | São Paulo         | Brasil         | Club Yacht                                 |
| 21 de junho de 2019                           | Brasília              | Distrito Federal  | Brasil         | Victoria Haus                              |
| 23 de junho de 2019                           | São Paulo             | São Paulo         | Brasil         | Avenida Paulista                           |
| 29 de junho de 2019                           | Resende               | Rio de Janeiro    | Brasil         | Celeiro Resende                            |
| 29 de junho de 2019                           | Barra Mansa           | Rio de Janeiro    | Brasil         | Boate Área Restrita                        |
| 5 de julho de 2019                            | Vitória               | Espírito Santo    | Brasil         | Embrazado Vix                              |
| 6 de julho de 2019                            | Vitória               | Espírito Santo    | Brasil         | Steffen Centro de Eventos                  |
| 7 de julho de 2019                            | Rio de Janeiro        | Rio de Janeiro    | Brasil         | Cidade das Artes                           |
| 10 de julho de 2019                           | Rio de Janeiro        | Rio de Janeiro    | Brasil         | Circo Voador                               |
| 13 de julho de 2019                           | Rio de Janeiro        | Rio de Janeiro    | Brasil         | Sacadura 154                               |
| 19 de julho de 2019                           | Lorena                | São Paulo         | Brasil         | Cenário                                    |
| 20 de julho de 2019                           | Criciúma              | Santa Catarina    | Brasil         | Sociedade Recreativa Mampituba             |
| 26 de julho de 2019                           | Rio de Janeiro        | Rio de Janeiro    | Brasil         | Complexo Esportivo do Maracanã             |
| 27 de julho de 2019                           | Rio de Janeiro        | Rio de Janeiro    | Brasil         | Parque Olímpico do Rio de Janeiro          |
| 27 de julho de 2019                           | São Paulo             | São Paulo         | Brasil         | Sambódromo do Anhembi                      |
| 27 de julho de 2019                           | Valinhos              | São Paulo         | Brasil         | Folk Valley                                |
| 3 de agosto de 2019                           | Além Paraíba          | Minas Gerais      | Brasil         | Espaço Comunitário José Braz de Azevedo    |
| 9 de agosto de 2019                           | Teresina              | Piauí             | Brasil         | Boate NordX                                |
| 10 de agosto de 2019                          | São Paulo             | São Paulo         | Brasil         | Audio Club                                 |
| 10 de agosto de 2019                          | Rio de Janeiro        | Rio de Janeiro    | Brasil         | Marina da Glória                           |
| 11 de agosto de 2019                          | Vila Velha            | Espírito Santo    | Brasil         | Jockey de Itaparica                        |
| 15 de agosto de 2019                          | Belo Horizonte        | Minas Gerais      | Brasil         | Samba da Quadra                            |
| 16 de agosto de 2019                          | Santa Maria           | Rio Grande do Sul | Brasil         | Aruna Club                                 |
| 17 de agosto de 2019                          | Rio Grande            | Rio Grande do Sul | Brasil         | Eventual Cassino                           |
| 24 de agosto de 2019                          | Macaé                 | Rio de Janeiro    | Brasil         | Tênis Clube Praia                          |
| 31 de agosto de 2019                          | Petrópolis            | Rio de Janeiro    | Brasil         | Calçada da Fama Itaipava                   |
| 3 de setembro de 2019                         | Nova Iguaçu           | Rio de Janeiro    | Brasil         | Gregos e Troiano                           |
| 5 de setembro de 2019                         | Rio de Janeiro        | Rio de Janeiro    | Brasil         | YouTube Space                              |
| 7 de setembro de 2019                         | Angra dos Reis        | Rio de Janeiro    | Brasil         | Iate Clube Aquidabã                        |
| 13 de setembro de 2019                        | Campinas              | São Paulo         | Brasil         | Prime Hall                                 |
| 21 de setembro de 2019                        | São Luís              | Maranhão          | Brasil         | Espaço Renascença                          |
| 22 de setembro de 2019                        | Rio de Janeiro        | Rio de Janeiro    | Brasil         | Posto 5 da Praia de Copacabana             |
| 24 de setembro de 2019                        | São Paulo             | São Paulo         | Brasil         | Youtube Space                              |
| 26 de setembro de 2019                        | Rio de Janeiro        | Rio de Janeiro    | Brasil         | Casa Maya                                  |
| 27 de setembro de 2019                        | Belo Horizonte        | Minas Gerais      | Brasil         | Novo Mirante                               |
| 28 de setembro de 2019                        | Resende               | Rio de Janeiro    | Brasil         | Parque de Exposições                       |
| 29 de setembro de 2019                        | São Paulo             | São Paulo         | Brasil         | Arena Anhembi                              |
| 4 de outubro de 2019                          | São Paulo             | São Paulo         | Brasil         | Sambódromo do Anhembi                      |
| 5 de outubro de 2019                          | Rio de Janeiro        | Rio de Janeiro    | Brasil         | Parque Olímpico do Rio de Janeiro          |
| 10 de outubro de 2019                         | São Paulo             | São Paulo         | Brasil         | Golden Hall                                |
| 11 de outubro de 2019                         | Recife                | Pernambuco        | Brasil         | Clube Metrópole                            |
| 12 de outubro de 2019                         | Bento Gonçalves       | Rio Grande do Sul | Brasil         | Bangalô Estação Club                       |
| 19 de outubro de 2019                         | Itatiba               | São Paulo         | Brasil         | Sossega Madalena                           |
| 26 de outubro de 2019                         | Rio de Janeiro        | Rio de Janeiro    | Brasil         | Pipper Club                                |
| 30 de outubro de 2019                         | São Paulo             | São Paulo         | Brasil         | Cine Joia                                  |
| 31 de novembro de 2019                        | Caxias                | Maranhão          | Brasil         | Praça Panteon                              |
| 11 de novembro de 2019                        | São Paulo             | São Paulo         | Brasil         | Ginásio do Morumbi                         |
| 13 de novembro de 2019                        | Rio de Janeiro        | Rio de Janeiro    | Brasil         | Quadra do Unidos de Bangu                  |
| 14 de novembro de 2019                        | Turvo                 | Santa Catarina    | Brasil         | Grêmio Turvense                            |
| 15 de novembro de 2019                        | São José dos Campos   | São Paulo         | Brasil         | Arena Vale Music Fest                      |
| 15 de novembro de 2019                        | Guarujá               | São Paulo         | Brasil         | Cafe de la Musique                         |
| 16 de novembro de 2019                        | Ouro Preto            | Minas Gerais      | Brasil         | Praça de Eventos                           |
| 16 de novembro de 2019                        | Pará de Minas         | Minas Gerais      | Brasil         | Girus Disco Show                           |
| 19 de novembro de 2019                        | São Paulo             | São Paulo         | Brasil         | Arena Anhembi                              |
| 19 de novembro de 2019                        | São Paulo             | São Paulo         | Brasil         | Espaço das Américas                        |
| 23 de novembro de 2019                        | Campos dos Goytacazes | Rio de Janeiro    | Brasil         | Sambódromo de Campos dos Goytacazes        |
| Europa                                        |                       |                   |                |                                            |
| 29 de novembro de 2019                        | Espinho               | Aveiro            | Portugal       | Alma Privé                                 |
| 30 de novembro de 2019                        | Santo Tirso           | Porto             | Portugal       | Pedra do Couto                             |
| 1 de dezembro de 2019                         | Londres               | Grande Londres    | Inglaterra     | Tape London                                |
| América do Sul                                |                       |                   |                |                                            |
| 6 de dezembro de 2019                         | São Paulo             | São Paulo         | Brasil         | São Paulo Expo                             |
| 7 de dezembro de 2019                         | São José do Rio Preto | São Paulo         | Brasil         | Park Hotel                                 |
| 12 de dezembro de 2019                        | Rio de Janeiro        | Rio de Janeiro    | Brasil         | Jockey Club Brasileiro                     |
| 14 de dezembro de 2019                        | Volta Redonda         | Rio de Janeiro    | Brasil         | Clube Comercial                            |
| 14 de dezembro de 2019                        | Rio de Janeiro        | Rio de Janeiro    | Brasil         | Posto 3 da Praia de Copacabana             |
| 15 de dezembro de 2019                        | Rio de Janeiro        | Rio de Janeiro    | Brasil         | Rua Carvalho de Souza                      |
| 20 de dezembro de 2019                        | Rio de Janeiro        | Rio de Janeiro    | Brasil         | Clube Marimbas                             |
| 28 de dezembro de 2019                        | Cabo Frio             | Rio de Janeiro    | Brasil         | Espaço de Eventos                          |
| 28 de dezembro de 2019                        | Armação dos Búzios    | Rio de Janeiro    | Brasil         | Fishbone Búzios                            |
| 29 de dezembro de 2019                        | Juquehy               | São Paulo         | Brasil         | Arena Skyy Vodka                           |
| 30 de dezembro de 2019                        | Saquarema             | Rio de Janeiro    | Brasil         | Saquarema Futebol Clube                    |
| 31 de dezembro de 2019                        | Rio de Janeiro        | Rio de Janeiro    | Brasil         | Jockey Club Brasileiro                     |
| 10 de janeiro de 2020                         | Ibirubá               | Rio Grande do Sul | Brasil         | Capital 922                                |
| 11 de janeiro de 2020                         | Balneário Rincão      | Santa Catarina    | Brasil         | Arena Summer Filezão                       |
| 12 de janeiro de 2020                         | Meleiro               | Santa Catarina    | Brasil         | Floresta Rio Jundiá                        |
| 18 de janeiro de 2020                         | Ouro Preto            | São Paulo         | Brasil         | Centro de Convenções                       |
| 19 de janeiro de 2020                         | Rio de Janeiro        | Rio de Janeiro    | Brasil         | Núcleo de Ativação Urbana                  |
| 25 de janeiro de 2020                         | Petrópolis            | Rio de Janeiro    | Brasil         | Calçada da Fama Itaipava                   |
| 26 de janeiro de 2020                         | São Paulo             | São Paulo         | Brasil         | Sonora Garden                              |
| 1 de fevereiro de 2020                        | Duque de Caxias       | Rio de Janeiro    | Brasil         | Caxias Hall                                |
| 1 de fevereiro de 2020                        | Itaguaí               | Rio de Janeiro    | Brasil         | PUB.com                                    |
| 2 de fevereiro de 2020                        | São Sebastião         | São Paulo         | Brasil         | Rua da Praia                               |
| 7 de fevereiro de 2020                        | Ilha Comprida         | São Paulo         | Brasil         | Praia do Boqueirão                         |
| 14 de fevereiro de 2020                       | Jundiaí               | São Paulo         | Brasil         | Rei da Noite                               |
| 15 de fevereiro de 2020                       | São Paulo             | São Paulo         | Brasil         | Expo Barra Funda                           |
| 16 de fevereiro de 2020                       | São Paulo             | São Paulo         | Brasil         | Avenida Marquês de São Vicente             |
| 21 de fevereiro de 2020                       | Belo Horizonte        | Minas Gerais      | Brasil         | Serraria Souza Pinto                       |
| 22 de fevereiro de 2020                       | Rio de Janeiro        | Rio de Janeiro    | Brasil         | Sambódromo da Marquês de Sapucaí           |
| 23 de fevereiro de 2020                       | São Lourenço          | Minas Gerais      | Brasil         | Parque das Águas                           |
| 24 de fevereiro de 2020                       | Rio de Janeiro        | Rio de Janeiro    | Brasil         | Sambódromo da Marquês de Sapucaí           |
| 26 de fevereiro de 2020                       | Rio de Janeiro        | Rio de Janeiro    | Brasil         | Lagoon                                     |
| 1 de março de 2020                            | São Paulo             | São Paulo         | Brasil         | Avenida Marquês de São Vicente             |
| 1 de março de 2020                            | São Paulo             | São Paulo         | Brasil         | Parque Ibirapuera                          |
| 8 de março de 2020                            | Rio de Janeiro        | Rio de Janeiro    | Brasil         | Copacabana Palace                          |
| Turnê encerrada devido à pandemia de COVID-19 |                       |                   |                |                                            |

### Showscancelados
| Data                  | Cidade         | Estado           | País           | Local                                   | Motivo(s) |
| América do Sul        | América do Sul | América do Sul   | América do Sul | América do Sul                          | América do Sul |
| --------------------- | -------------- | ---------------- | -------------- | --------------------------------------- | --- |
| 20 de abril de 2019   | Campo Grande   | Rio de Janeiro   | Brasil         | Coliseum                                | Descumprimento contratual |
| 8 de setembro de 2019 | Brasília       | Distrito Federal | Brasil         | Estacionamento do Ginásio Nilson Nelson | Lexa se sentiu mal, queixando-se de muitas dores de garganta e febre após realizar seu show em Angra dos Angra dos Reis no dia anterior |
| 5 de outubro de 2019  | Rio Branco     | Acre             | Brasil         | Maison Borges                           | Segundo Lexa, o cancelamento foi porque o local não tinha alvará de funcionamento e as suas passagens aéreas não tinham sido emitidas   |
| 2 de novembro de 2019 | Belo Horizonte | Minas Gerais     | Brasil         | Estádio Governador Magalhães Pinto      | Foi cancelado por motivos de logística, alheios à vontade da produção da festa                                                          |
| 13 de março de 2020   | Anápolis       | Goiás            | Brasil         | Chácara Chez Nous                       | A organização do evento informou que aconteceu um "imprevisto infeliz"                                                                  |

## Faixas
Créditos adaptados a partir do Genius e Tidal.
| N.º            | Título                           | Compositor(es)                                                | Produtor(es)   | Duração |  |
| 1.             | "Só Depois do Carnaval"          | André Vieira / Pedro Breder / Wallace Vianna / Anderson Brito | Hitmaker       | 02:47   |  |
| 2.             | "Provocar" (part. Gloria Groove) | Gloria Groove / Vieira / Breder / Vianna                      | Hitmaker       | 02:48   |  |
| 3.             | "Sapequinha" (part. MC Lan)      | Vieira / Breder / Vianna                                      | Hitmaker       | 02:14   |  |
| Duração total: | Duração total:                   | Duração total:                                                | Duração total: | 7:49    |  |